# Vernois-lès-Vesvres
Vernois-lès-Vesvres is een gemeente in het Franse departement Côte-d'Or (regio Bourgogne-Franche-Comté) en telt 189 inwoners (1999). De plaats maakt deel uit van het arrondissement Dijon.

## Geografie
De oppervlakte van Vernois-lès-Vesvres bedraagt 11,7 km², de bevolkingsdichtheid is 16,2 inwoners per km².
De onderstaande kaart toont de ligging van Vernois-lès-Vesvres met de belangrijkste infrastructuur en aangrenzende gemeenten.

## Demografie
Onderstaande figuur toont het verloop van het inwonertal (bron: INSEE-tellingen).